# Tephritis teerinki
Tephritis teerinki är en tvåvingeart som beskrevs av Goeden 2001. Tephritis teerinki ingår i släktet Tephritis och familjen borrflugor.
Artens utbredningsområde är Kalifornien. Inga underarter finns listade i Catalogue of Life.